# 凱文·薩斯曼
凱文·薩斯曼（英語：Kevin Sussman，1970年12月4日—）是美國的一位演員。他最著名的作品是在CBS情景喜劇生活大爆炸中飾演Stuart Bloom角色。

## 外部連結
- 凱文·薩斯曼在互联网电影资料库（IMDb）上的資料（英文）